# Otto Philipp Braun
Pour les articles homonymes, voir Braun.
 (mai 2019).
Si vous disposez d'ouvrages ou d'articles de référence ou si vous connaissez des sites web de qualité traitant du thème abordé ici, merci de compléter l'article en donnant les références utiles à sa vérifiabilité et en les liant à la section « Notes et références ».

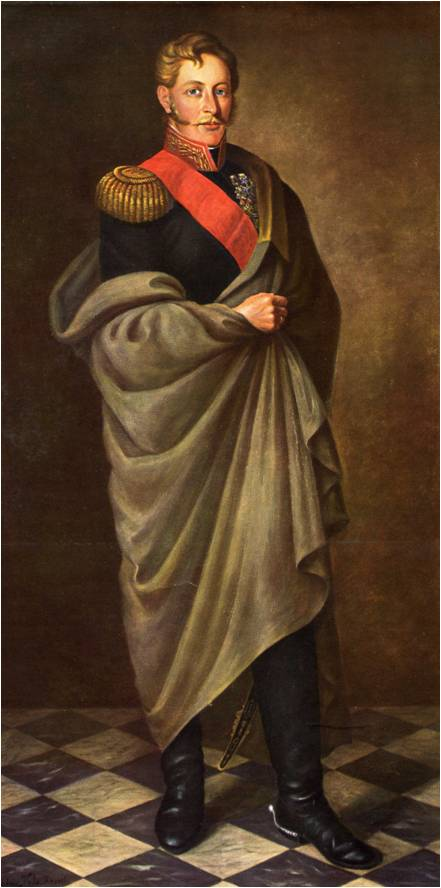
Le général Otto Philipp Braun

Otto Philipp Braun, né le 13 décembre 1798 à Cassel (Hesse-Cassel) et mort le 24 juillet 1869 à Bad Wildungen (Hesse-Cassel), était un officier engagé dans les guerres d'indépendance de l'Amérique du Sud espagnole.

## La jeunesse
Son père est constructeur de voitures et carrosses, maître sellier de la cour des princes palatins de Hesse puis du roi de Westphalie, Jérôme Bonaparte, à Cassel.
Dès ses plus jeunes années, Otto Philipp Braun montre un don exceptionnel pour l'équitation. Cette passion va tout naturellement le diriger vers la carrière des armes.
À 16 ans, il est le plus jeune engagé volontaire des chasseurs à cheval de l'électeur de Hesse contre l'armée napoléonienne. La guerre terminée, il parachève sa formation de cavalier qu'il complète par des études de vétérinaire. À peine âgé de 20 ans, ses études terminées, il décide de partir en Amérique du Nord. Après un bref séjour à Haïti au service du roi noir Henri Christophe, il embrasse la cause de l'Armée libératrice, en lutte depuis dix ans contre les occupants Espagnols, au moment où son chef Simón Bolívar, El Libertador, voit enfin le sort basculer en sa faveur. Braun arrive au Venezuela en juin 1820. Il entre au service de l'armée colombienne avec le grade de lieutenant.

## La première période
La carrière de Braun se divise alors en trois grandes périodes. Elle débute à Barranquilla où, après quelques mois comme officier vétérinaire, Braun est affecté à sa demande dans une unité combattante sous les ordres du Colonel Mariano Montilla. Sa première bataille est celle de Cienaga suivie du siège de Carthagène des Indes. L'année suivante il participe à la campagne de Caracas avec la bataille de Carabobo.
Dès ces premières batailles sa brillante attitude au combat attire l'attention de ses chefs, dont Bolivar. Il est très rapidement nommé major. Bolivar lance alors la Campagne du Sud afin de libérer l'Équateur et le Pérou et de débarrasser tout le continent de l'occupant espagnol, rejoignant ainsi l'action de José de San Martin dans le sud.
Braun reçoit pour la première fois les éloges de Bolivar pour sa bravoure sur les champs de bataille de Pasto, Bombona et Pichincha. En 1823, Braun est nommé commandant de la garde personnelle de Bolivar. L'année suivante, au Pérou, il s'illustre au cours de la grande Bataille de Junín le 6 août 1824. Sa charge héroïque à la tête des grenadiers à cheval de Colombie donne la victoire à Bolivar. Il est le héros du jour, c'est incontestablement le sommet de sa gloire, quatre ans à peine après son entrée au service du Libertador. Bolivar le nomme lieutenant-colonel sur le champ de bataille, puis membre de l'Ordre du Libérateur du Venezuela, l'ordre le plus prestigieux des guerres d'indépendance. Quelques mois plus tard, sous les ordres du maréchal Antonio José de Sucre, Braun s'illustre de nouveau lors de la bataille d'Ayacucho, l'ultime grande bataille de l'Indépendance. La charge de sa cavalerie met en pièces le régiment de la garde du vice-roi. Il est alors nommé colonel par le maréchal Sucre et décoré de la médaille du Mérite au grade éminent.

## La seconde période
Au cours de la seconde période, Braun toujours dans l'armée colombienne, est chargé en 1825 par Bolivar du commandement des troupes auxiliaires de Colombie détachées en Bolivie, pour maintenir l'ordre et protéger la jeune République fondée un an après la victoire de Junin. Au cours de cette période, il s'oppose victorieusement à plusieurs tentatives péruviennes contre la Bolivie et l'Équateur. Le Général Sucre l'élève au grade de général de brigade de Colombie après la victoire de Tarqui qui achève la libération de l'Équateur.
En 1829, après la démission de Sucre de la présidence de la Bolivie dans des circonstances peu glorieuses, Bolivar nomme pour lui succéder le maréchal Andrés de Santa Cruz. Ce dernier, ami intime de Braun, demande à Bolivar de libérer celui-ci de son engagement envers la Grande Colombie pour le mettre entièrement au service de la Bolivie, ce qu'il obtient.
Ce n'est pas une rupture avec la Colombie, mais les nécessités du moment qui guidèrent le choix de Braun afin de pouvoir poursuivre dans le Sud l'œuvre de Bolivar.

## La troisième période
Ainsi débute la troisième période de la carrière de Braun, au service de la République de Bolivie. En 1830, la dissolution de la Grande Colombie, l'assassinat de Sucre et la mort de Bolivar sur la route de l'exil, dont il était resté un de ses fidèles partisans, ont beaucoup affecté Braun. Devenu citoyen bolivien, il est le bras droit du président Santa Cruz qui l'entretient de tous ses projets et lui confie des postes importants. Il est successivement préfet puis commandant-général de La Paz.
Devenu général de brigade bolivien, il est nommé ministre de la Guerre et de la Marine. En 1835, il prend les fonctions de commandant en chef des Provinces du Sud pour répondre à la menace d'invasion du Pérou alors en pleine anarchie. Les victoires remportées par Braun permettent à Santa Cruz de fonder en 1836 la Confédération péruano-bolivienne. Après les victoires de Yanacocha et Socabaya, Braun est nommé général de division bolivien et péruvien en 1836. En avril 1837, il est général en chef des armées de la Confédération. Au début de l'année suivante il se porte avec toute l'armée de la Confédération contre l'armée argentine du dictateur Rosas qui menace à son tour d'attaquer l'alliance péruano-bolivienne qui inquiète tant ses voisins, dont le Chili. 
Braun remporte le 24 juin 1838 la bataille de Montenegro (Cuyambuyo pour les Argentins) contre l'Argentine et reçoit de Santa Cruz le titre de Gran Mariscal de Montenegro. Il est également grand commandeur des Légions d'honneur bolivienne et péruvienne. À la fin de cette même année, il est de nouveau nommé ministre de la Guerre et de la Marine, ainsi que ministre de l'Intérieur de la Confédération. Il est alors au sommet de sa carrière. C'est le seul général d'origine étrangère des Guerres d'Indépendance Sud-américaines à recevoir le titre de Grand Maréchal. Il est, en outre, l'unique Grand Maréchal dans l'histoire de la République de Bolivie.

## La disgrâce et la réhabilitation

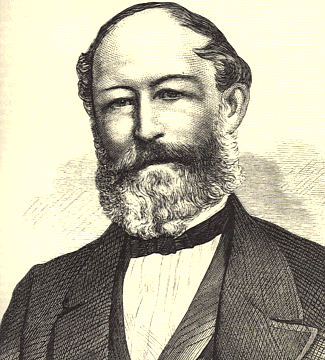
Otto Philipp Braun

Au début de l'année 1839, le président Santa Cruz, battu par les troupes chiliennes à Yungay, est renversé et la Confédération est dissoute. Le nouveau président, le général Velasco, limoge Braun et le destitue de tous ses titres, contraignant à l'exil l'unique grand maréchal de la république bolivienne.
Braun, qui avait regretté en son temps la dissolution de la Grande Colombie, l'œuvre de Bolivar, voit encore l'histoire se répéter. Considérant son rôle comme terminé et soucieux de rester à l'écart des luttes intestines pour le pouvoir, il décide de rentrer en Allemagne. Officier européen et héros des guerres d'indépendance sud-américaines, Braun s'était distingué par son sens du commandement, son intrépidité et sa vaillance. Collaborateur loyal envers ses chefs, il avait épousé la cause du Libertador qu'il admirait et dont il sut gagner la confiance et l'amitié.
Après plusieurs coups d'État en Bolivie, Braun fut quelques années plus tard réhabilité dans tous ses titres et droits par le Président Belzu. Il retournera alors à plusieurs reprises au Pérou et en Bolivie où il avait conservé des intérêts dans des mines de cuivre et des plantations de café.
Il meurt à Bad-Wildungen le 24 juillet 1869, le jour anniversaire de la naissance de Bolivar. Il repose depuis dans le cimetière de la rue des Hollandais, à Cassel.

## Unions et descendance
Otto Philipp Braun épouse en premières noces le 17 avril 1828 à Arequipa, Justa Germana de Rivero y Abril (1812-1837), fille de Manuel Jose de Rivero y Aranibar (1757-1827), colonel dans l'armée royaliste espagnole au Pérou et de Maria Josefa de Abril-Olazabal y Olazabal, issue de deux familles de la noblesse espagnole installées à Arequipa dès les premières années de la Conquête qui comptent plusieurs alcades d'Arequipa et officiers de l'armée espagnole.
De cette première union sont nés trois enfants :
- Luis Tadeo Braun (°1830-1908) qui épouse Helene von Soubiron (1828-1908) et descendance en Allemagne.
- Jose-Manuel Secundo Braun (1832-1909) qui épouse Emilia Salkeld (-1894) en premières noces et en secondes noces en 1896 Emmanuela Benavente-Saenz (-1899) sans postérité.
- Maria del Pilar Braun (1837-1885) qui épouse en 1847 Moritz Barensfeld, négociant, et descendance en Allemagne. Sa mère décède à sa naissance.

C'est après son retour à Cassel qu'Otto Philipp Braun épouse en secondes noces dans cette ville, le 4 août 1841 Emma Barensfeld (1821-1909). 
De cette seconde union sont nées cinq filles :
- Juanita Braun von Montenegro (1842-1865 Hamburg) qui épouse en 1865 Theodor Bock (1839-1911), négociant à Hambourg. Devenu veuf, ce dernier épouse en secondes noces Augusta, sœur cadette de son épouse décédée.
- Augusta Braun von Montenegro (1844-1918) et descendance en Allemagne de cette seconde union.
- Magdalena Braun von Montenegro (1846-1918) qui épouse en premières noces en 1865 Karl von Baumbach (1827-1866) et descendance. Devenue veuve, elle épouse en secondes noces Werner von Schönfeldt, colonel des Hussards (1836-1913) et descendance en Allemagne.
- Paula Braun de Montenegro (1847-1928) qui épouse le 17 mai 1871 à Cassel un français d'origine allemande nommé Henri-Louis Walbaum (1845-1909), négociant en vins de Champagne à Reims et descendance en France.
- Mercedes Braun von Montenegro (1851-1878) qui épouse en 1874 à Cassel Udo von Pawel-Rammingen (1850-1915) lieutenant-colonel, et descendance en Allemagne.